# Bromelia binotii
Bromelia binotii är en gräsväxtart som beskrevs av Charles Jacques Édouard Morren och Carl Christian Mez. Bromelia binotii ingår i släktet Bromelia och familjen Bromeliaceae. Inga underarter finns listade i Catalogue of Life.